# Йодловно
Йодловно (пол. Jodłowno, нім. Stangenwalde) — село в Польщі, у гміні Пшивідз Ґданського повіту Поморського воєводства.
Населення — 222 особи (2011).
У 1975-1998 роках село належало до Гданського воєводства.

## Демографія
Демографічна структура станом на 31 березня 2011 року:
|          | Загалом | Допрацездатний вік | Працездатний вік | Постпрацездатний вік |
| -------- | ------- | ------------------ | ---------------- | -------------------- |
| Чоловіки | 120     | 31                 | 78               | 11                   |
| Жінки    | 102     | 27                 | 56               | 19                   |
| Разом    | 222     | 58                 | 134              | 30                   |